# Шумске шљуке
{{automatic taxobox
| image = Americanwoodcock.jpg
| image_caption = Америчка шљука

| taxon = Scolopax
| authority = Linnaeus, 1758
| subdivision_ranks = Врсте
| subdivision = 
- -{S. rusticola
- S. mira
- S. saturata
- S. rosenbergii
- S. bukidnonensis
- S. celebensis
- S. rochussenii
- S. minor}-

}}
Шумске шљуке (лат. Scolopax) су род птица који обухвата 8 веома сличних врста. Ове се птице углавном хране ноћу или навече, црвима у меком тлу са својим дугачким кљуновима. Њихова шарена боја перја и обичај да се пуно не крећу дању их чине веома непримјетним дању. Очи су постављене на страни главе чиме имају видокруг од скоро 360o.

## Врсте
- Род шумске шљуке (Scolopax)
  - Шумска шљука

  - Амамска шљука

  - Јаванска шљука

  - Новогвинејска шљука

  - Филипинска шљука

  - Сулавеска шљука

  - Молучка шљука

  - Америчка шљука


Само две врсте из овог рода су широко распрострањене, а све остале су острвски ендемити. Већина је насељена на северној земљиној полулопти, a неколико врста на јужној земљиној полулопти на Великим Сундским острвима, Молучким острвима и Новој Гвинеји. Најближи сродници су им врсте из рода Gallinago.